# Sturkö socken
Sturkö socken i Blekinge ingick i Östra härad och är sedan 1974 en del av Karlskrona kommun i Blekinge län, från 2016 inom Sturkö distrikt.
Socknens areal är 20,3 kvadratkilometer, varav huvudön Sturkö upptar 17,3 med 1 494 invånare 1952. Tätorten Sturkö och  sockenkyrkan Sturkö kyrka ligger i socknen.

## Administrativ historik
Socknen bildades 12 juni 1564 genom en utbrytning ur Lyckeby socken.
1851 överfördes hemmanen 49-50 Sanda från Lösens socken till Sturkö socken. Vid kommunreformen 1862 övergick socknens ansvar för de kyrkliga frågorna till Sturkö församling och för de borgerliga frågorna till Sturkö landskommun. Landskommunen inkorporerades 1963 i Jämjö landskommun och uppgick 1974 i Karlskrona kommun. Den 1 januari 1989 överfördes Tjurkö församling från Karlskrona stadsförsamling till Sturkö församling
1 januari 2016 inrättades distriktet Sturkö, med samma omfattning som Sturkö församling hade 1999/2000 och fick 1989, och vari detta sockenområde ingår.
Socknen har tillhört fögderier, tingslag och domsagor enligt vad som beskrivs i artikeln Östra härad.
Socken indelades fram till 1901 i 16 båtsmanshåll, vars båtsmän tillhörde Blekinges 2:a båtsmanskompani.

## Geografi
Sturkö socken består av ön Sturkö med flera mindre öar och skär. På Sturkö finns odlingsbygd i norr och öster, medan skär och andra öar till större delen består av kala klippor.

## Fornminnen
Stenåldersboplatser är kända bland annat vid Abrahamsäng, Ryd och Skällenäs. Flera järnåldersgravar har återfunnits och vid Västra Skällenäs/Grytön finns en runsten, Sturköstenen. I havet utanför Bredavik har man funnit överdelen av ett svärdsfäste av guld och inlagda stenar.

## Namnet
Öns namn (runt år 1300 känt som Storkø) kan tolkas som baserat på orden stor, stodh ’hästflock’ eller stork.

## Befolkningsutveckling
| Befolkningsutvecklingen i Sturkö socken 1750–1990                                                       | Befolkningsutvecklingen i Sturkö socken 1750–1990 | Befolkningsutvecklingen i Sturkö socken 1750–1990 | Befolkningsutvecklingen i Sturkö socken 1750–1990 | Befolkningsutvecklingen i Sturkö socken 1750–1990 |
| --- | ------------------------------------------------- | ------------------------------------------------- | ------------------------------------------------- | ------------------------------------------------- |
| |                                                   |                                                   |                                                   |                                                   |
| År |                                                   |                                                   | Folkmängd                                         |                                                   |
| 1750 | 1750                                              |                                                   | 297                                               |                                                   |
| 1760 | 1760                                              |                                                   | 322                                               |                                                   |
| 1769 | 1769                                              |                                                   | 329                                               |                                                   |
| 1780 | 1780                                              |                                                   | 351                                               |                                                   |
| 1790 | 1790                                              |                                                   | 353                                               |                                                   |
| 1800 | 1800                                              |                                                   | 376                                               |                                                   |
| 1810 | 1810                                              |                                                   | 382                                               |                                                   |
| 1820 | 1820                                              |                                                   | 449                                               |                                                   |
| 1830 | 1830                                              |                                                   | 467                                               |                                                   |
| 1840 | 1840                                              |                                                   | 538                                               |                                                   |
| 1850 | 1850                                              |                                                   | 633                                               |                                                   |
| 1860 | 1860                                              |                                                   | 805                                               |                                                   |
| 1870 | 1870                                              |                                                   | 1 061                                             |                                                   |
| 1880 | 1880                                              |                                                   | 1 253                                             |                                                   |
| 1890 | 1890                                              |                                                   | 1 602                                             |                                                   |
| 1900 | 1900                                              |                                                   | 1 974                                             |                                                   |
| 1910 | 1910                                              |                                                   | 2 136                                             |                                                   |
| 1920 | 1920                                              |                                                   | 2 085                                             |                                                   |
| 1930 | 1930                                              |                                                   | 1 989                                             |                                                   |
| 1940 | 1940                                              |                                                   | 1 799                                             |                                                   |
| 1950 | 1950                                              |                                                   | 1 550                                             |                                                   |
| 1960 | 1960                                              |                                                   | 1 341                                             |                                                   |
| 1970 | 1970                                              |                                                   | 1 248                                             |                                                   |
| 1980 | 1980                                              |                                                   | 1 377                                             |                                                   |
| 1990 | 1990                                              |                                                   | 1 629                                             |                                                   |
| Anm: Källor: Umeå universitet - Tabellverket 1749-1859, Demografiska databasen, CEDAR, Umeå universitet |                                                   |                                                   |                                                   |                                                   |